# Mina Zaíde
Mina Zaíde é um porto nos Emirados Árabes Unidos que serve o emirado e a cidade de Abu Dabi. Próximo ao local ocorre a etapa local da Red Bull Air Race World Series.